# Libertyville (Iowa)
Libertyville és una població dels Estats Units a l'estat d'Iowa. Segons el cens del 2000 tenia 325 habitants.

## Demografia
Segons el cens del 2000, Libertyville tenia 325 habitants, 138 habitatges, i 85 famílies. La densitat de població era de 256,1 habitants/km².
Dels 138 habitatges en un 29,7% hi vivien nens de menys de 18 anys, en un 55,1% hi vivien parelles casades, en un 5,1% dones solteres, i en un 37,7% no eren unitats familiars. En el 32,6% dels habitatges hi vivien persones soles el 15,2% de les quals corresponia a persones de 65 anys o més que vivien soles. El nombre mitjà de persones vivint en cada habitatge era de 2,36 i el nombre mitjà de persones que vivien en cada família era de 3,05.
Per edats la població es repartia de la següent manera: un 26,8% tenia menys de 18 anys, un 6,8% entre 18 i 24, un 31,7% entre 25 i 44, un 21,8% de 45 a 60 i un 12,9% 65 anys o més.
L'edat mediana era de 37 anys. Per cada 100 dones de 18 o més anys hi havia 84,5 homes.
La renda mediana per habitatge era de 31.071 $ i la renda mediana per família de 41.875 $. Els homes tenien una renda mediana de 27.250 $ mentre que les dones 17.656 $. La renda per capita de la població era de 14.368 $. Entorn del 9,8% de les famílies i el 12,5% de la població estaven per davall del llindar de pobresa.

## Poblacions més properes
El següent diagrama mostra les poblacions més properes.